# Киргизско-китайские отношения
Киргизско-китайские отношения — двусторонние отношения между Кыргызской Республикой и Китаем. Дипломатические отношения между странами были установлены в 1992 году. Протяжённость государственной границы между странами составляет 1063 км. На Китай в 2011 году пришлось 15,57 % внешнеторгового оборота Кыргызстана.
Страны являются членами ШОС.

## История
Китай изначально негативно относился к предоставлению независимости республикам бывшего СССР, так как видели в этом угрозу своей территориальной целостности. Правительство Китая опасалось, что уйгурское меньшинство на западе страны может поднять восстание с целью достижения независимости. В самом Кыргызстане распространены анти-уйгурские настроения. В 2009 году, Данияр Усенов, премьер-министр Кыргызстана заявил, что у его страны есть шанс стать Уйгуристаном из-за непрекращающейся миграции уйгур в Киргизию. Кыргызстан отказал уйгурам в праве основать Уйгурский автономный район.

## Торговля
Товарооборот двух стран в 1995—2007 годах резко увеличился: с 231 млн долларов до 3780 млн долларов. В кризисном 2008 году товарооборот составил 1453 млн долларов, в том числе экспорт из Китая — 1186 млн долларов. Киргизский импорт в Поднебесную (на 2008 год) оставался преимущественно сырьевым — 58,0 % его составляли отходы и лом черных и цветных металлов, а ещё 27,7 % кожевенное сырье и шерсть. Китайский импорт был представлен преимущественно потребительскими товарами и продовольствием (61,9 % всех поставок из КНР) и химической продукцией (14,2 % поставок). Зона свободной торговли в Нарыне привлекает большое количество китайских бизнесменов, которые стали доминировать в большинстве импорта Кыргызстана и экспорте мелких товаров. Большая часть этой торговли приходится на бартер привезенных товаров этнических киргизов или казахов, которые являются китайскими гражданами. Правительство Кыргызстана выразило тревогу по поводу количества китайцев, которые переезжают в Нарын и другие части Кыргызстана. Особенно важной частью торговых отношений является реэкспорт китайских товаров в соседний Узбекистан (в основном через город Кара-Суу), а также в Казахстан и Россию (в основном через город Бишкек).
Благодаря своей языковой и культурной близости с китайцами, маленькая диаспора дунган Кыргызстана играет значительную роль в торговле между странами. В последние годы растут закупки техники из Поднебесной — например, в 2008—2010 годах мэрия Бишкека приобрела 458 новых автобусов китайского производства.

## Военно-техническое сотрудничество
Пекин в 1999—2012 годах поставил Бишкеку военного имущества на общую сумму более 11 млн долларов. А в 2013 году военно-техническая помощь Пекина составила уже 17,5 млн долларов.
Революция тюльпанов повлекла за собой развертывание боевых сил китайцев на границе между странами. В 2010 году пресс-секретарь Министерства иностранных дел Китая заявил, что «мы глубоко обеспокоены развитием ситуации в Кыргызстане и надеемся видеть скорейшее восстановление порядка и стабильности в этой стране». Осенью 2010 года были проведены совместные антитеррористические учения между двумя странами, которые включали порядка 1000 солдат из сухопутных войск обеих стран.

## Миграция из Китая в Кыргызстан
Несмотря на то, что Кыргызстан имеет общую границу с Китаем, в Кыргызстан традиционно не проходила массовая миграция китайцев. Это связано с тем, что в приграничных с Кыргызстаном китайских владениях до второй половины XX века преобладало некитайское население. Перепись населения СССР 1937 года выявила в СССР более 20 тысяч китайцев-иностранцев, но 94,1 % из них проживало в РСФСР. В Кыргызстане перепись 1937 года выявила только 116 китайцев-иностранцев (из них 93 мужчины).
По официальной статистике в 2010-е годы число жителей Китая, принимающих гражданство Кыргызстана, незначительно. Причем среди китайских граждан, принимающих киргизское гражданство, абсолютно преобладают не китайцы, а представители этнических меньшинств Китая (в основном киргизы). За период с 2010 по 2018 годы гражданство Кыргызстана получили всего 268 граждан Китайской народной республики:
- 171 киргиз;
- 72 уйгура;
- 9 узбеков;
- 9 дунган;
- 6 китайцев;
- 1 казах.

Браки между гражданами Кыргызстана и гражданами Китая очень редки. За период с 2010 по 2018 годы только 60 граждан Кыргызстана вступили в брак с гражданами Китая.

## Территориальный спор
Первым юридически обязывающим и добровольным документом со стороны Кыргызстана дошедшим до наших дней являются решения 1855—1863 о добровольном вхождении Кыргызстана в состав Российской Империи. После этого все пограничные вопросы с Китаем вплоть до выхода из состава СССР в 31 августа 1991 рассматривались в рамках китайско-российских отношений.
В частности, к территории Кыргызстана относились соглашения, достигнутые в рамках Чугучакского договора 1864 года, Кашгарского договора 1873 года, Петербургского договора 1881 года, Кашгарского договора 1884 года. Также к Кыргызстане имели отношение и декларация СССР 31 мая 1924 года, и последовавшее за ней выдвижения китайской стороной претензий 6 мая 1926 года, а также территориальные претензии КНР 1964 года, возникшие вследствие успешной для КНР Китайско-индийской войны (1962).
На переговорах о границе между СССР и КНР в августе 1990 года было обнаружено то, что граница в районе Хан-Тенгри действительно на 12 километров уходит в глубь КНР, тогда как по договорам должна проходить через вершину.
16 мая 1991 года было заключено Соглашение о государственной границе между СССР и КНР, правомочное и для Кыргызстана. В нём, однако, не были определены некоторые участки.
После выхода Кыргызстана из состава СССР 31 августа 1991, в 1992 году КНР заявила о необходимости подписания нового договора о границе и пересмотреть некоторые демакарционные линии.
Кыргызстан двумя соглашениями о делимитации государственной границы между Кыргызстаном и Китаем, подписанными в 1996 и 1999 годах, передал Китаю около 5 тысяч гектаров территории.
Кыргызско-китайское дополнительное соглашение о государственной границе предусматривало раздел спорной территории:
На участке Узенги-Кууш в следующих соотношениях: КР полагается две трети спорной зоны, а КНР — треть. Юридически данное требование КНР было не совсем чисто, но руководство Кыргызстана согласилось на это решение так как в районе Хан-Тенгри ещё в 1990 году в ходе аэрофотосъемки действительно был обнаружен заход границы на 12 километров на территорию КНР и таким образом была компенсирована большая доля необходимая Кыргызстану в районе Хан-Тенгири.
Общая площадь участка Хан-Тенгри, на который согласно договорам претендовал Китай, составила 457 кв. км. Китаю передано в качестве компромиссного решения 161 кв. км, то есть 39 % данной территории, а остальная территория компенсирована признанием не вполне обоснованных претензий на участке Узенги-Кууш.
Участок Боз-Амир-Ходжент, площадью 20 га, полностью был отдан Китаю.
Подписавшие документ стороны остались удовлетворенными найденным компромиссом. Однако это решение вызвало некоторые волнения и протесты среди местных жителей, так как психологически потеря земель, которые несколько поколений местное население привыкло считать своими, несла сложности.